# 552888 Felixrodriguez
552888 Felixrodriguez è un asteroide della fascia principale. Scoperto nel 2010, presenta un'orbita caratterizzata da un semiasse maggiore pari a 2,6611381 au e da un'eccentricità di 0,0344541, inclinata di 10,70518° rispetto all'eclittica.